# Attheyella lanceolata
Attheyella lanceolata är en kräftdjursart som först beskrevs av Delachaux 1918.  Attheyella lanceolata ingår i släktet Attheyella och familjen Canthocamptidae. Inga underarter finns listade i Catalogue of Life.